# Herod I. Veliki
Kralj Judeje Herod I. Veliki (73. pr. Kr. – 4. pr. Kr.) vladao je 37. pr. Kr. – 4. pr. Kr. Sin rimskog saveznika, namjesnika Idumeje Antipatera. Rimski senat imenovao ga je za vazalskog kralja (rex socius) 40. pr. Kr., nakon što je Judeju uz pomoć Perzije zauzeo, i proglasio se za kralja, Antigon Matatije, sin kralja Aristobula II. iz dinastije Hasmonejaca, kojeg su Rimljani svrgnuli 63. pr. Kr. U ratu 39. – 37. pr. Kr. rimske trupe i Herodovi saveznici zauzeli su Judeju i Herod je zavladao kao kralj. Podržavajući prvo Marka Antonija i Kleopatru, a zatim Oktavijana Augusta, stekao je veliki teritorij i znatnu autonomiju. Prihvaćao je helensku i rimsku kulturu i elemente religije, otvoreno se hvaleći da su mu Grci bliži od Židova. Vladao je surovo, kao samodržac. Organizirao je djelotvornu tajnu policiju koja je sprječavala pobune. Dao je ubiti i svoju suprugu i svoja tri sina, zbog sumnje u zavjeru. Evanđelje po Mateju

## Prije dolaska na vlast
Herod je bio mlađi sin namjesnika (prokuratora) Idumeje Antipatera. Na početku građanskog rata između Pompeja i Cezara, koji je započeo 49. pr. Kr., Antipater je podržavao Pompeja, koji je kontrolirao istočni dio Carstva. Nakon što je 9. kolovoza 48. pr. Kr. Pompej pretrpio poraz u bitki kod Farsala, Antipater hitro mijenja stranu. Sudjeluje u borbama u Egiptu i poziva tamošnje Židove da podupru Cezara. U tome mu podršku pruža  Hirkan II, sin kraljice Salome Aleksandre, koji se 63. pr. Kr. morao odreći kraljevske titule i zauzvrat od Rimljana postavljen za velikog svećenika i etnarha u Jeruzalemu. Nakon pobjede nad Pompejem, zahvalni Cezar Antipateru dodjeljuje rimsko građanstvo i naslov prokuratora Judeje, a Hirkana potvrđuje kao etnarha. Međutim, energični Antipater postaje stvarno jedini vladar Judeje. 
Uz to Cezar obilato iskazuje svoju zahvalnost Židovima. Judeja je oslobođena poreza, kao i novačenja regruta za rimsku vojsku, kao i obaveze ukonačivanja vojske. Vratio joj je i lučki grad Jaffu te dozvolio obnovu razorenih zidina Jeruzalema. Židovskim zajednicima u dijaspori Cezar odobrava unutrašnju autonomiju. Sve te mjere, naravno, pogodovale su Antipaterovom ugledu, iako sa stanovnici Judeje smatraju strancem. 
Svojeg sina Heroda Antipater je imenovao za namjesnika (stratega) Galileje, u kojoj i dalje traje gerilski rat pristaša Hasmonejaca protiv Rimljana i njihovih saveznika (Grka, Sirijaca i "izdajničkih" Židova) pod vodstvom Ezekije, (starijeg sina Fazaela imenovao je strategom Judeje). Herod je na tom zadatku pokazao svoju sposobnost, kao i svoju surovu narav: godine 47. pr. Kr. uspijeva razbiti trupe pobunjenika i zarobiti Ezekiju i njegove četovođe, te ih dade smaknuti, proglasivši ih običnim banditima. 
Time je prekršio zakon da samo jeruzalemski Sinedrij može izricati smrtne presude. Galilejom i Judejom širi se val negodovanja. Pozvan pred Sinedrij da se opravda, Herod se, oslanjajući se na podršku rimskog namjesnika i Hirkana, drsko pojavljuje u purpurnom ogrtaču i s vojnim oznakama, okružen vojnicima, umjesto po običaju u crnoj odori i pognute glave. Osim što je suočen s prijetnjama, Sinedrij je i unutar sebe podijeljen na stranke farizeja i saduceja, te naravno posebne klike. Poglavar Sinedrija, farizej Šamaja, ukorio je Heroda, ali mu je ipak istovremeno pružio podršku. Suočen s prijetnjom da ga Sinedrij ipak osudi, Herod bježi u Damask, gdje mu Rimljani dodjeljuju naslov podnaslova plodne doline između Libanona i Antilibanona.
Nakon Cezarovog ubojstva 44. pr. Kr., jedan od urotnika, Kasije, pobjegao je u Siriju i preuzeo zapovjedništvo nad tamošnjim legijama, spremajući se za pohod na Rim. Antipater, Fazael i Herod, koji svoje položaje duguju Cezaru, sada pruža pomoć Kasiju i silom utjeruju porez u Judeji, kršeći Cezarovu odredbu o oslobođenju od poreza. Stanovnici četiri grada koji nisu uspjeli skupiti traženi novac prodani su u roblje.
Godine 43. pr. Kr. Antipater biva otrovan. Sljedeće godine Kasije i Brut doživljavaju poraz protiv vojske novih trijumvira Marka Antonija, Oktavijana i Lepida.  Fazael i Herod iskazuju odanost Marku Antoniju i od njega dobivaju titule tetrarha. Time titula etharha, koju još uvijek nosi Hirkan II, posve gubi na značaju.

## Kralj rimskom milošću
Godine 40. pr. Kr. Perzijanci osvajaju Siriju (koju je Pompej osvojio za Rim 25 godina ranije). S njima su i jedinice Židova iz Mezopotamije, kojima je na čelu Antigon Matatije, sin Aristobula II., posljednjeg kralja Judeje iz dinastije Hasmonejaca, (67 - 63. pr. Kr.). On osvaja Judeju i ulazi u Jeruzalem. Svojem stricu, Hirkanu II, dade odsjeći uši i pošalje ga u zarobljeništvo. Fazael je zarobljen i u zarobljeništvu počini samoubojstvo. Antigon se proglašava kraljem i vrhovnim svećenikom.
Herod uspijeva pobjeći pred pobjedničkom perzijskim i Antigonovom vojskom. Dolazi u Rim, gdje dobiva podršku Marka Antonija i Oktavijana, te ga Senat imenuje za kralja Judeje kao rimskog vazala i saveznika. Sljedeće, 39. g, Herod se vraća u Judeju i zarati protiv Antigona. Nakon dvije godine, uz pomoć rimskih legija koje su u međuvremenu ponovo osvojile Siriju, osvaja Jeruzalem. Antigon je zarobljen i Marko Antonije ga dade ubiti; Strabon bilježi da je Marko Antonije prvi Rimljanin koji je dao ubiti jednog kralja.
Tako je Herod godine 37. pr. Kr. zavladao kao kralj Herod I, kasnije zbog svojeg energičnog vladanja od rimskih povjesničara nazvan "Veliki" (ali ne i od Židova). To je prvi puta da je Židovima zavladao svjetovni kralj, koji ne samo da nije svećenićkog porijekla, nego ga Judejci smatraju strancem (jer je iz Idumeje). Uspjevat će svladati svaki otpor i vladati do 4. godine naše ere. 
U odnosu na Rim ima položaj kralja saveznika (rex socius). Uživao je stvarnu unutarnju samostalnost i bio oslobođen plaćanja poreza, ali je bio podložan Rimu u vanjskoj politici te je bio dužan u vrijeme rata davati čete za carsku vojsku.
Potpuno prihvaća grčko-rimski način života. Svoje sinove je dao odgojiti u Rimu. Njegov najbliži prijatelj i savjetnik je grčki povjesničar Nikola Damascenski, koji ga podučava filozofiji i retorici. Herod se otvoreno hvali da je bliži Grcima nego Židovima.

## Okrutni i paranoidni vladar
Nad svim zbivanjima u zemlji bdije vojska doušnika, te i najmanja pobuna biva silom u korijenu sasječena. Tjelesna straža i plaćeničke čete sastavljene su od Tračana, Gala i Germana.
Odmah po dolasku na vlast, dao je pogubiti ili protjerati sve članove Sinedrija, osim dvojice, koji su mu bili pružili podršku u suđenju zbog ubojstva Ezekije i njegovih četovođa: Šamaja, koji je bio poglavar Sinedrija, i njegovog zastupnika Abtaljona. Sinedrij je zamijenjen Kraljevskim vijećem, u koje Herod imenuje svoje rođake i poslušnike. Vrhovni svećenik je postao samo figura pod potpunom Herodovom kontrolom. 
Šamaja i Abtaljon ipak su odbili položiti prisegu odanosti Herodu i osnovali "alternativni" Sinedrij (vidi članak: Židovski sinedrij.
Hirkana II, koji se bio sklonio u Partiju, namami da se vrati u Jeruzalem i tamo ga dade ubiti. Dinastija Hasmonejaca, međutim, i dalje uživa velik ugled u narodu. Da bi stekao određeni kontinuitet s ranijim vladarima, ženi se godine 37. pr. Kr. s hasmonejskom kneginjom Marijamnom. 
Herodovo je vladanje obilježeno krvlju i u krugu vlastite porodice. Bio je sumnjičave naravi, osjetljiv na svoju vlast i okrutan protiv svakoga tko bi je pokušao osporiti. Početkom godine 35. pr. Kr. na nagovor svoje žene Marijamne postavio je njenog brata Aristobula (iz kraljevske porodice Hasmonejaca) za velikog svećenika; veći krajem iste godine potakao je njegovog ubojstvo.
Godine 29. pr. Kr. dao je pogubiti i samu Marijamnu zbog optužbe da je počinila preljub. Sljedeće godine bila je osuđena na smrt njegova punica Aleksandra pod optužbom da spletkari protiv njega. Zatim je, godine 7. pr. Kr., dao zadaviti vlastite sinove Aleksandra i Aristobula, koje mu je rodila Marijamna, pod optužbom da kuju zavjeru protiv njega.  Nekoliko dana prije smrti dao je pogubiti svog sina Antipatra.
Poznata je sarkastična primjedba cara Oktavijana Augusta da je "bolje biti Herodova svinja nego Herodov sin!", jer kao semit nije jeo svinjetinu, ali je "pojeo" vlastite sinove.

## Spretna politika prema Rimu
U građanskim ratovima koji su potresali Rimsko Carstvo, pokazao je, kao i njegov otac, umješnost da zadovolji onoga tko je jači, i da u pravom trenutku promijeni stranu. Godine 32. na zahtjev Kleopatre uspješno ratuje protiv Nabatejaca, koji su stali na stranu Oktavijana. To je bila povoljna okolnost, jer se nije direktno sukobio s rimskim trupama u službi Oktavijana.
Nakon poraza Antonija i Kleopatre kod Akcija godine 31. pr. Kr., u proljeće sljedeće godine polazi na Rod da se pokloni Oktavijanu, te ga ovaj potvrđuje za židovskog kralja. Dalje ratuje na Oktavijanovoj strani protiv Egipta. Oktavijan ga nagrađuje pripajajući njegovom kraljevstvu dodatne teritorije. Sve so dvoje smrti, Herod je širio svoju vlast, tako da je vladao Judejom, Idumejom, Samarijom, Galilejom, obalnim područjem do Cezareje itd.

## Veliki graditelj
Herod je bio veliki graditelj. U zdanjima što ih je podigao izrazio je svoje divljenje grčkom duhu i odanost caru Augustu. U helenističkim gradovima podigao je hramove u čast Augustu. Obnovio je Samariju, nekadašnji kraljevski grad Sjeverne države (Izraela) i dao joj ime Sebasta (grčki "Sebastos" znači uzvišeni, tj. August).  Iznova je sagradio Stratonovu utvrdu i dao joj ime Cezareja (grad koji će kasnije postati sjedište rimskog prokuratora). 
U Jeruzalemu je za sebe sagradio veliku palaču na zapadnoj strani grada i tvrđavu Antoniju na sjevernoj strani hramske uzvisine. Sagrađeni su amfiteatar, više vježbališta (gymnasia), kazališta i trkališta u Jeruzalemu, kao i u drugim gradovima. Sve te građevine utjelovljuju helenističko-rimski duh i institucije, i izazivaju ogorčenje pobožnih Židova. »S novim građevinama i perivojima, raskošju i sjajem Herodova kraljevskog dvoraa u oduvijek poštovani grad ušla je i svjetovna buka, vreva s natjecanja i kazališnih predstava. U uskim i tihim uličicama, na kojima su se stoljećima mogle zapaziti samo gomile pobožnih hodočasnika, sada se gura šareno mnoštvo atleta i njihovih učitelja, komedijaša i gladijatora, muzičara i artista.« (Keller, str. 34)
Da bi zadovoljio vjerske osjećaje svojih podanika, godine 20. pr. Kr. otpočeo je najambiciozniji pothvat: dogradnju Hrama, s idealom da se obnovi nekadašnji izgled Prvog hrama, kojeg je sagradio Salomon. Taj pothvat nije bio gotov ni 46 godina nakon toga, što se spominje i u Evanđelju po Ivanu: »Četrdeset i šest godina gradio se ovaj Hram« ( Iv. 2:20). Radovi su završeni tek 64. godine poslije Krista, da bi samo šest godina kasnije hram bio razoren (vidi članak Zeloti).

## Herodova smrt i nasljednici
Samo nekoliko tjedana prije svoje smrti Herod je naredio da se iznad ulaza u Hram postavi pozlaćeni orao, simbol Rima. Pobožni Židovi s užasavanjem i bijesom reagiraju na oskrvnjenje svetog mjesta paganskim simbolima. Grupa rabinskih učenika srušila je orla. Bili su osuđeni na smrt odrubljivanjem glava, a dvojica njihovih učitelja su živi spaljeni. To je bio uvod u pobunu koja je izbila ubrzo nakon Herodove smrti.
Umro je u Jerihonu u ožujku ili travnju godine 4. prije Krista, a sahranjen je u tvrđavici Herodiumu kod Betlehema. Odmah nakon njegove smrti dolazi do ustanka u Jeruzalemu za vrijeme pashe, te u Galileji i drugim pokrajinama. Međutim, ustanicima nedostaje jedinstveni plan i često se pretvaraju u bande koje se međusobno bore i pljačkaju stanovništvo, tako sa su ih Rimljani s vremenom suzbili.  
Kraljevstvo je podijelio između svoja tri sina: Arhelaja, kojeg je imenovao svojih nasljednikom, te Antipe i Filipa. Jedna je židovska delegacija otišla u Rim pred Augusta i zahtijevala da se Arhelaja ne prizna za kralja, nego da Judeja zadobije prava autonomne zemlje s republičkim ustavom pod upravom rimskog prokuratara. August nije prihvatio njihove zahtjeva, ali nije ni priznao Arhelaju kraljevsku titulu, nego samo titulu etnarha Idumeje, Judeje i Samarije, podložnog legatu Sirije, dok su Antipa i Filip proglašeni tetrarsima.
Judeja će još jednom, nakratko, postati kraljevina, kada car Klaudije imenuje za kralja svojeg prijatelja, Herodovog unuka Heroda Agripu, koji je vladao 41. – 44. poslije Krista. 

## Herod u evanđeljima

### Herod Antipa i herodovci
Herodov sin Antipa ili Antipas (nazivan i Herod Antipa) je osoba koja se u Evanđelju po Marku, 6:14, spominje kao "kralj Herod"; zapravo je bio samo tetrarh Galileje i Pereje, od smrti svog oca 4. pr. Kr. sve do 39. poslije Krista; Evanđelje po Luki 3:1 i 9:7 pravilno ga navodi kao tetrarha. 
Kada evanđelja govore o "herodovcima" ili Isus upozorava »čuvajte se kvasca farizejskog i kvasca Herodova« (Mk 8:14) to se odnosi na Herodove potomke i druge rođake i pristaše, koji, tridesetak godina nakon njegove smrti, još uvijek dominiraju u pokrajinama koje Židovi naseljavaju. Oni su činili jezgru stranke saduceja. (Isus i pisci evanđelja, kao predstavnici nižih slojeva, uvijek zajedno spominju saduceje i farizeje, inače oštro sukobljene.)
Apostol Pavao u Poslanici Rimljanima 16:11 upućuje pozdrave svojem rođaku po imenu Herodion, što možda upućuje da je i sam Pavao (izvorno Savao) bio kraljevskoga roda. To bi bilo u skladu s činjenicom da je iako mladić (Djela apostolska 7:58) obavljao vrlo visoke dužnosti i odgovarao samom velikom svećeniku (Dj 8:3 i 9:1-2).

### Poklonstvo mudraca i pokolj dojenčadi u Betlehemu
Matej i Luka spominju da se Isus rodio »u dane kralja Heroda« (Mt 2:1, Lk 1:5), misleći na Heroda I. S obzirom na to da je ovaj umro 4. g. pr. Kr., smatra se da je Isus rođen godinu ili dvije prije toga.
Matej 2:1–18 donosi priču o poklonu mudraca i pokolju novorođenčadi u Betlehemu i okolici, koje nema u ostalim evanđeljima. Saznavši od mudraca s Istoka da se rodio novi židovski kralj, Herod se silno uznemirio. Svećenički glavari i pismoznanci upućuju ga da se Krist (tj. mesija), po prorocima, treba roditi u Betlehemu Judejskome. On uputi mudrace u Betlehem, s molbom da mu jave kada ga pronađu, da mu se i on pokloni; dakako, zapravo ga ima namjeru ubiti. Mudraci, nakon što su pronašli Josipa i Mariju s novorođenčetom i predali darove, upućeni od anđela ne vrate se Herodu, nego se drugim putem vrate u svoju zemlju. »Vidjevši da su ga mudraci izigrali, Herod se silno rasrdi i posla poubijati sve dječake u Betlehemu i po svoj okolici, od dvije godine naniže – prema vremenu što ga razazna od mudraca.« (Mt 2:16) Isus je međutim preživio, jer je anđeo u snu javio da s obitelji pobjegne u Egipat; tamo su ostali do Herodove smrti. U spomen na taj događaj Katolička Crkva obilježava blagdan nevine dječice 28. prosinca, ponekad (regionalno) zvan Herodeševo.
Priča izvrsno odgovara Herodovom karakteru, koji je gore prikazan. Međutim, pokolj dojenčadi u Betlehemu i okolici nigdje se u rimskim ili židovskim izvorima ne spominje. Teško je vjerovati da bi Herodovi neprijatelji, koji su napisali većinu sačuvanih svjedočenja o njemu, tako nešto propustili.